# Pleiocraterium
Pleiocraterium  es un género con cuatro especies de plantas con flores perteneciente a la familia de las rubiáceas. 
Es nativo de los trópicos de Asia.

## Especies seleccionadas
- Pleiocraterium gentianifolium Bremek. (1939).
- Pleiocraterium plantaginifolium (Arn.) Bremek. (1939).
- Pleiocraterium sumatranum Bremek. (1939).
- Pleiocraterium verticillare (Wall. ex Wight & Arn.) Bremek. (1939).